# Церковь Сурб Аменапркич (Крым)
Церковь Аменапркич —  храм в селе Крым Мясниковского района Ростовской области. Относится к Армянской апостольской церкви.  Здание церкви отнесено к региональным памятникам культуры.
Адрес: Россия, Ростовская обл., Мясниковский р-н, с. Крым, ул. Мясникяна, 51.

## История
Церковь Аменапркич (Всеспасителя) в селе Крым была построена в 1902 году.
Строительству церкви предшествовало создание проекта строительства.  В 1892 году проект  был предоставлен в Нахичевано-Бессарабскую консисторию.  Строительство предполагалось вести на  средства прихожан епархии, а также на предполагаемые доходы от 200 десятин земли, которые были выделены для строительства церкви.
23 августа 1895 года строительство церкви Сурб Аменапркич было разрешено указом императора Николая Второго.  Завершилось строительство в 1902 году. В церкви был устроен деревянный алтарь, поэтому священник церкви Барсег Нагапетян обратился к прихожанам за помощью в обустройстве алтаря. Получив разрешение от духовного начальства,  он в 1902 году с помощью прихожан построил новый алтарь.
В 1904 году при церкви Сурб Аменапркич была основана женская церковно-приходская школа. В 1912-1913 годах в школе обучалось 149 учениц. Мужская церковно-приходская школа была основана в 1909 году, построена в 1910 году, в том же году в ней обучались 174 ученика. Школа имела библиотеку с книжным фондом 318 книг и существовала за счет доходов церкви и пожертвований прихожан.
В начале 1930-х годов по распоряжению властей церковь Аменапркич была закрыта.
В годы Великой Отечественной войны богослужения в церкви были возобновлены. В январе 1960 год власти Мясниковского райсовета решили изъять у религиозной армяно-григорианской общины здание церкви. Решение было поддержано Ростоблисполкомом в мае 1960 года. Причиной было малое количество верующих в селе. После этого здание церкви переоборудовали под учебно-производственные мастерские, потом здесь устроили амбар.
В 1982 году на средства колхоз имени Лукашина в храме начались реставрационные работы. В настоящее время церковь взята под государственную охрану, здание церкви является памятником культуры регионального значения. 21 сентября 1996 года церковь была освящена, в ней начались богослужения.

## Архитектура
Церковь построена в стиле армянского зодчества. Влияние армянской архитектуры чувствуется в ряде конструктивных особенностей храма. Здание отличается четкостью геометрического построения. Каждой детали внешнего объема соответствуют конструктивные формы внутреннего пространства. В интерьере доминирует подчеркнутое по высоте центральное, уходящее ввысь уступами подкупольное пространство, отчего храм воспринимается как просторное и торжественное сооружение.
Преобладание центрально-купольного компонента над базиликальным подчеркнуто компактными пропорциями здания и сечением купольных устоев.
Алтарная апсида заменена частично выдвинутым отделением с приподнятым полом. Выступ имеется и в западной половине, где были устроены хоры, сообщавшиеся со вторым этажом колокольни.
Три широкие двери обеспечивали свободный выход верующих.
В интерьере церкви выдержано нарастание внутреннего пространства  к центральной, подкупольной части.  Это отразилось и на увеличении высоты 16-гранного барабана купола.
Колокольня квадратная, по ширине значительно меньше среднего нефа. Примыкающие в колокольне боковые помещения приподняты на уровень угловых отделений церкви.
Внешнее убранство церкви состоит из крупно профилированных архивольтов на полуколоннах, образующих оригинальную аркатуру. Окна имеют металлические оконные решетки и глухие простенки.

## Священнослужители
Настоятель церкви —  Тер Тадеос Гайбарян. 
С 2023 года настоятель - Тер Богос

## Галерея

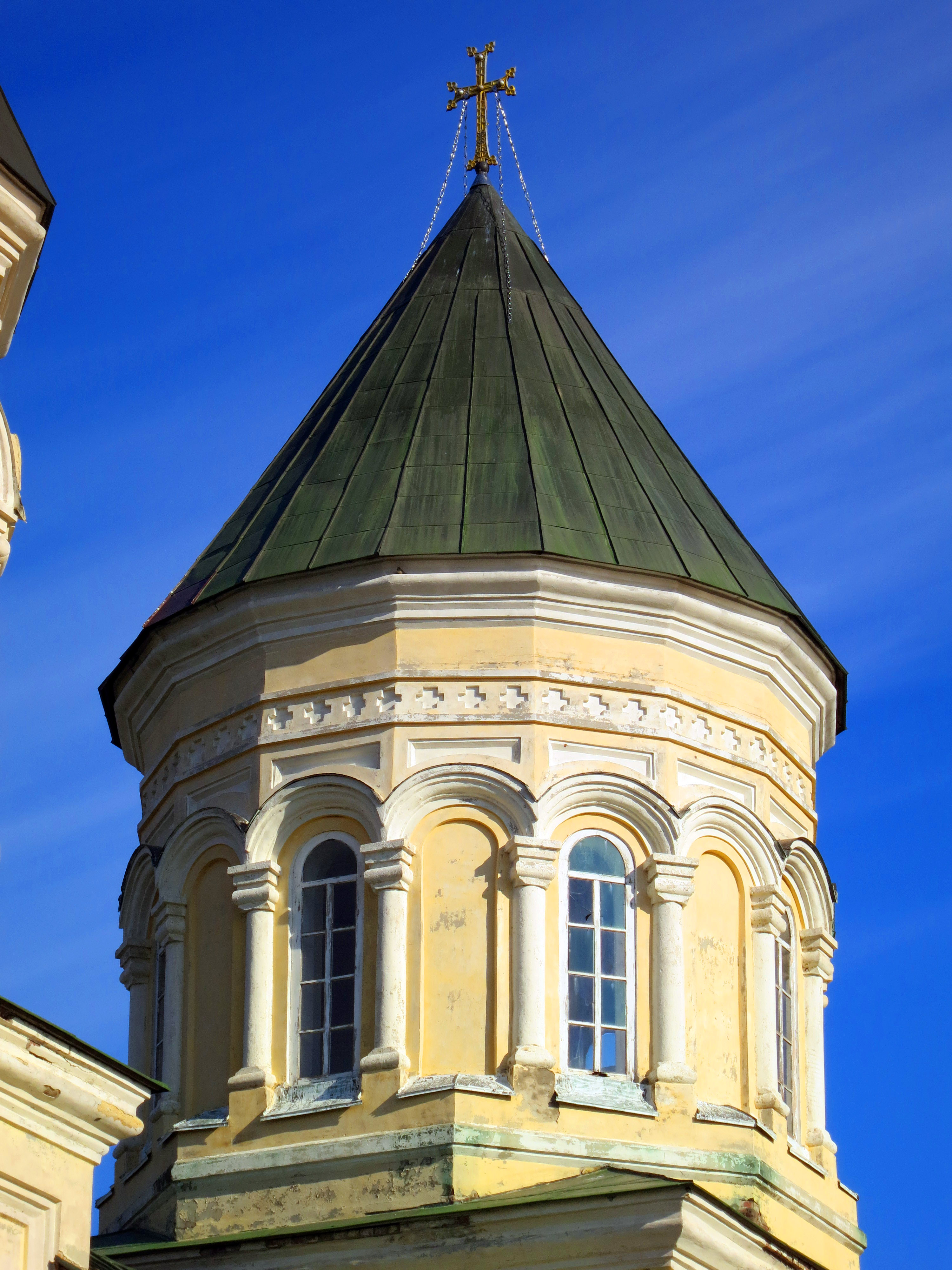
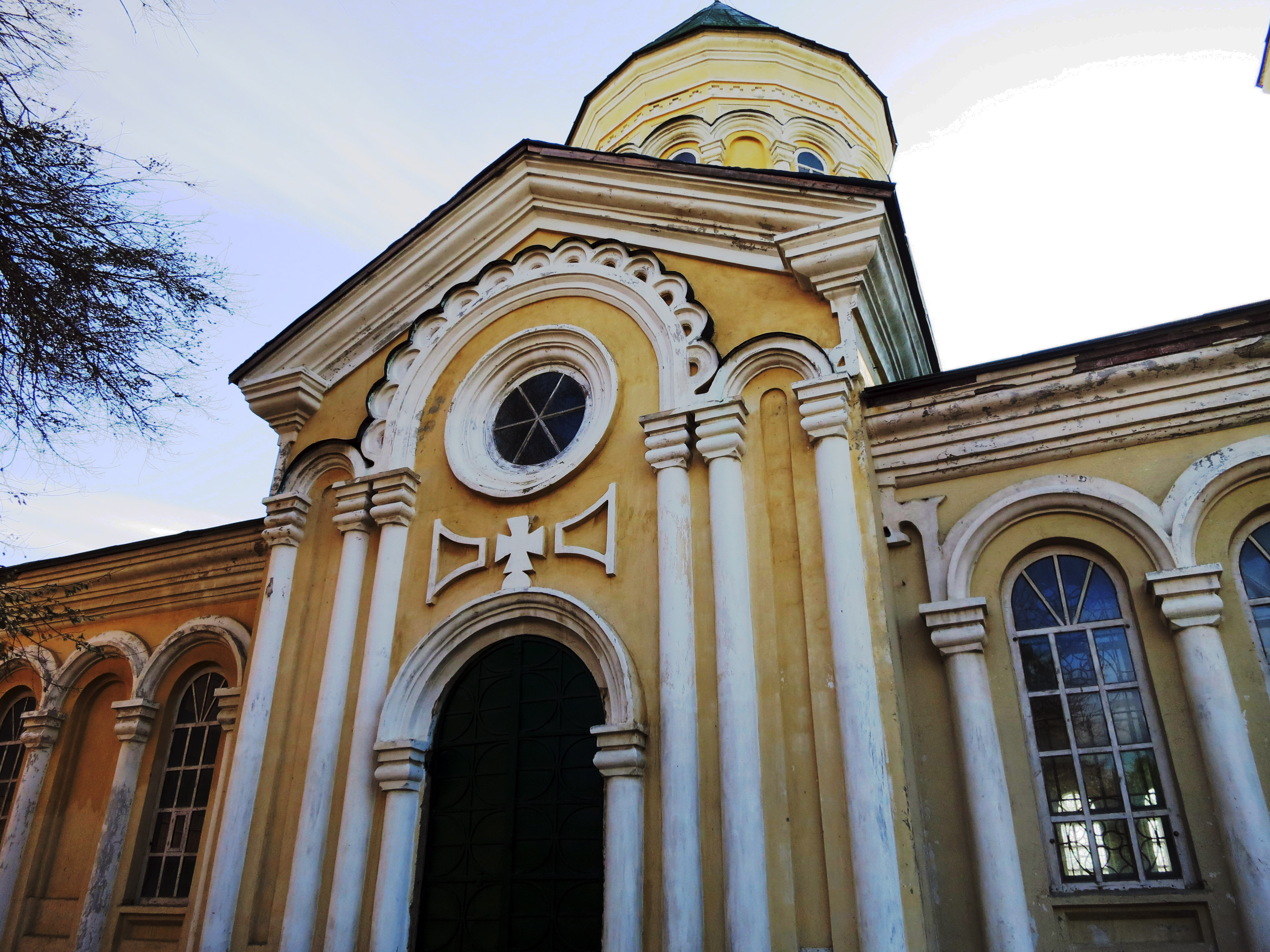
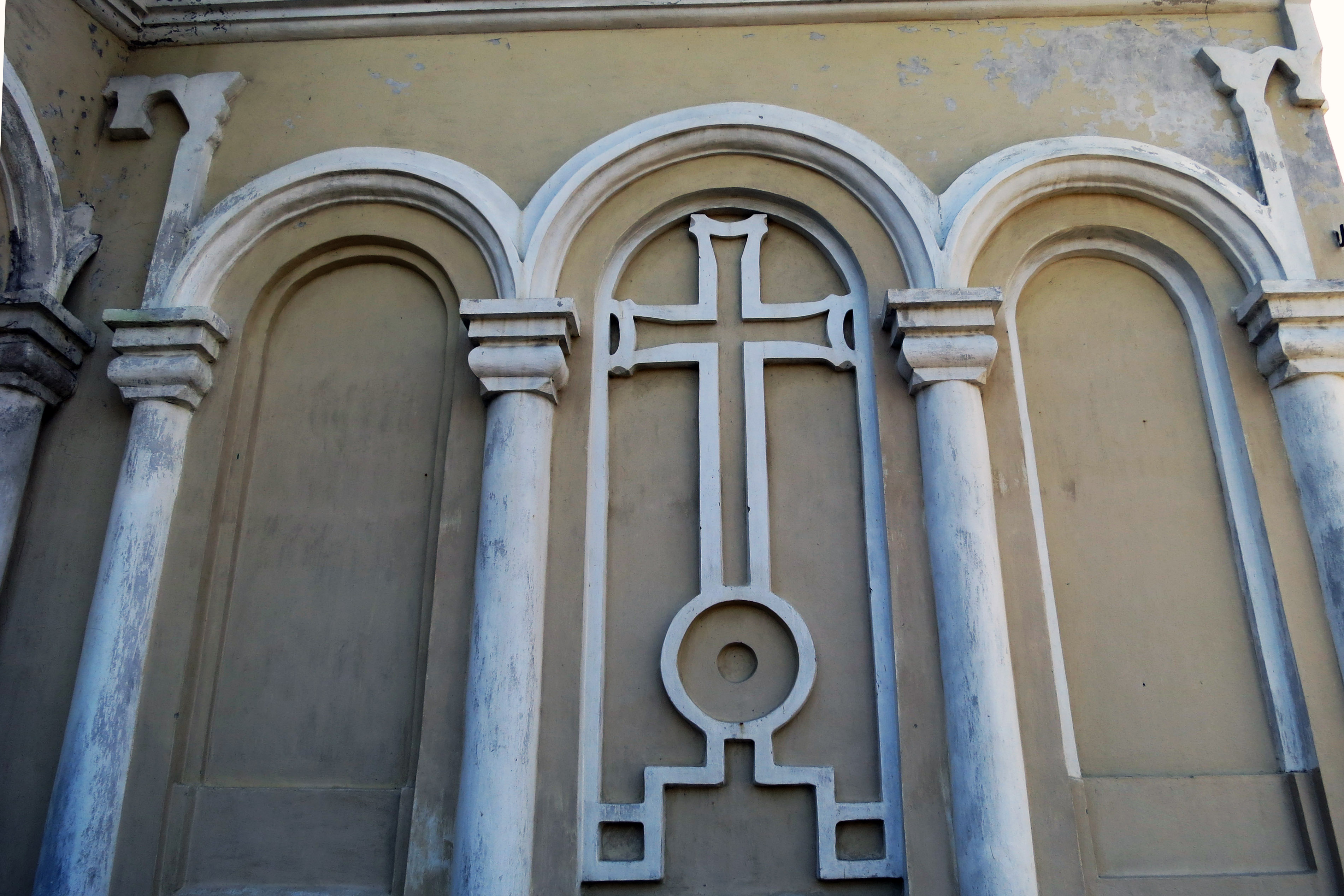
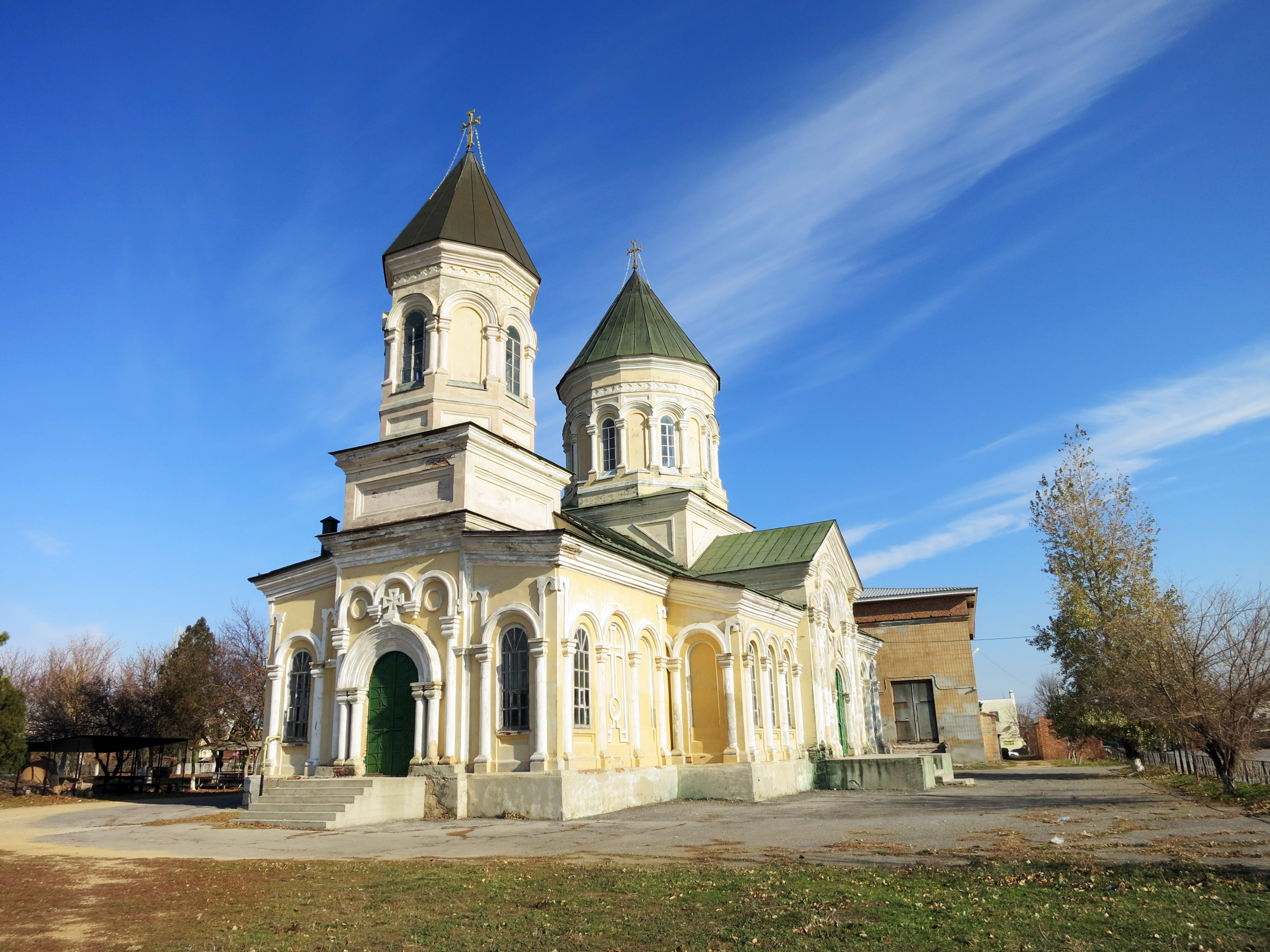
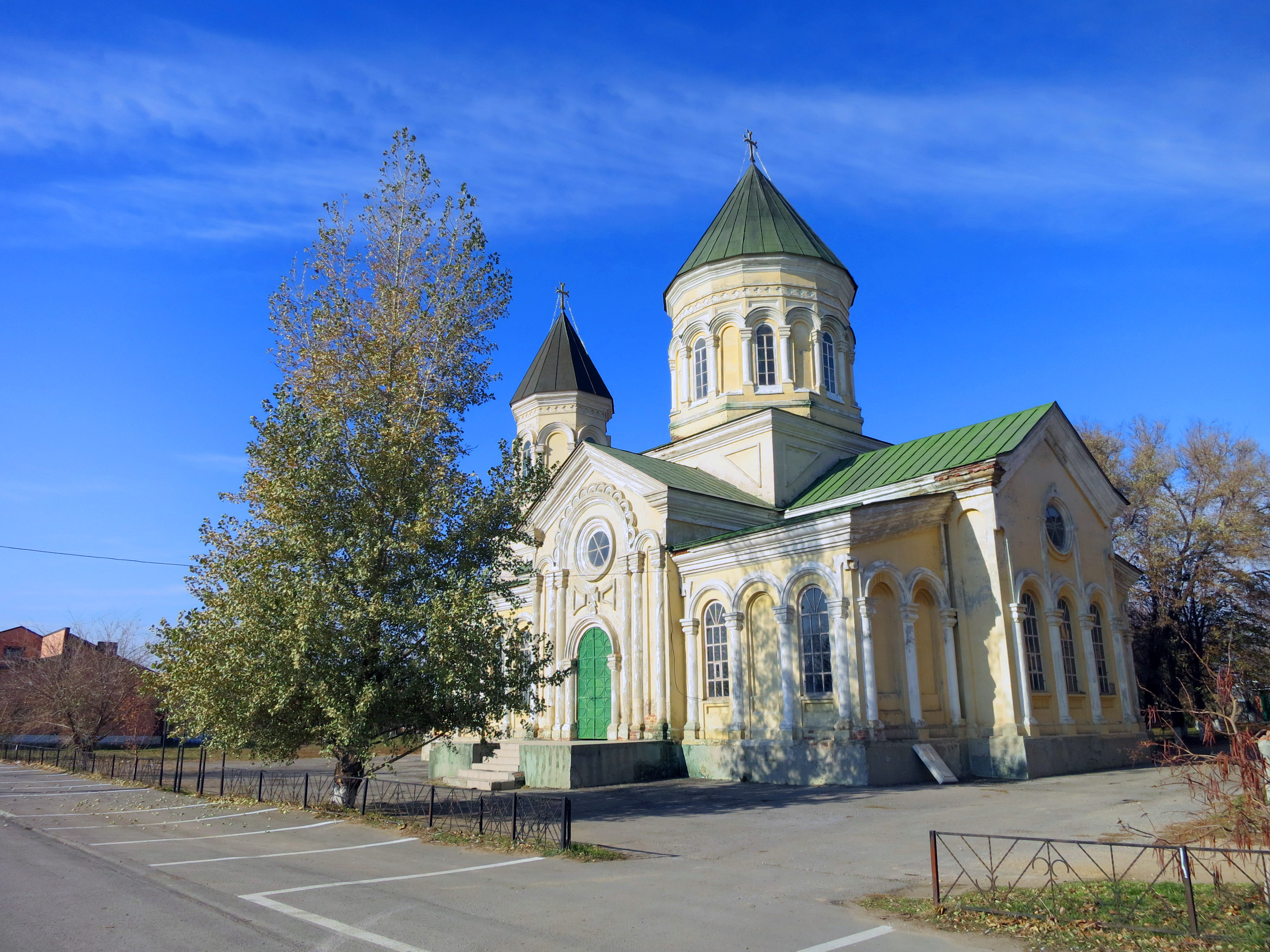